# تيري بيرسون
تيري بيرسون (بالإنجليزية: Terry Pearson)‏ هو لاعب كرة قاعدة أمريكي، ولد في 10 نوفمبر 1971 في توسكالوسا في الولايات المتحدة.

## وصلات خارجية
- تيري بيرسون على موقعبيزبول رفرنس.كوم (الدوري الرئيسي) (الإنجليزية)